# Westafrikanisches Krokodil
Das Westafrikanische Krokodil (Crocodylus suchus, Suchos = „Sobek“) ist eine Art der Krokodile (Crocodylia) aus der Familie der Echten Krokodile (Crocodylidae).

## Abgrenzung zum Nilkrokodil
Die Art wurde bereits 1807 durch den französischen Zoologen Étienne Geoffroy Saint-Hilaire beschrieben, später jedoch mit dem Nilkrokodil (Crocodylus niloticus) synonymisiert. Erst DNA-Vergleiche von Populationen kleinwüchsiger Krokodile aus Mauretanien und dem Tschad und von mehreren etwa 2000 Jahre alten ägyptischen Krokodilmumien mit Nilkrokodilpopulationen aus Ostafrika und von Madagaskar erbrachten den Beweis für die Eigenständigkeit des Westafrikanischen Krokodils. Das Nilkrokodil ist demnach näher mit den vier mittel- und südamerikanischen Crocodylus-Arten (Beulenkrokodil, Kubakrokodil, Orinoko-Krokodil und Spitzkrokodil) verwandt als mit dem Westafrikanischen Krokodil.
Das Westafrikanische Krokodil ist vom Nilkrokodil äußerlich kaum zu unterscheiden, die beiden Arten besitzen jedoch eine unterschiedliche Schädelmorphologie und eine unterschiedliche Anordnung der von Knochenplatten unterlegten Schuppen. Eine formale Neubeschreibung der Art steht noch aus.

## Vorkommen
Das Westafrikanische Krokodil kommt im westlichen Afrika von Mauretanien und dem Senegal bis zum Tschad, der Zentralafrikanischen Republik und Äquatorialguinea vor. Im Unterschied zum näher zur Küste in feuchterem Klima lebenden Nilkrokodil ist es aber eher in Gewässern im trockenen Landesinnern verbreitet und ist auch in verschiedenen Saharaoasen mit offenen Gewässern heimisch. In der Vergangenheit lebte es auch im Nil. Alle untersuchten Krokodilmumien stammen vom Westafrikanischen Krokodil, so dass angenommen werden kann, dass – wie schon Herodot feststellte – den alten Ägyptern der Unterschied zwischen den beiden am Nil lebenden Krokodilarten bekannt war und sie die kleinere und weniger gefährliche Art für religiöse Zeremonien mit den heiligen Tieren nutzten (siehe Sobek).

## Status der nördlichen Populationen
Die Art war bis ins 20. Jahrhundert in und am Rande von zahlreichen Gebirgsstöcken der Sahara verbreitet. Lebensräume waren sowohl tiefe, schluchtartige Einschnitte in den Gebirgen als auch Lagunen und Flachwasserseen an der Einmündung von Tälern in die Ebene. Die völlig isolierten, von Wüste umgebenen Reliktvorkommen gelten als letzter Rest einer ehemals geschlossenen Verbreitung einer humideren Periode im Mittelholozän vor etwa 7000 Jahren, die vor etwa 3000 Jahren endgültig endete, als sich der Monsuneinfluss weiter im Norden immer weniger bemerkbar machte. Zahlreiche dieser Populationen sind erst Anfang des 20. Jahrhunderts ausgestorben. Die ehemalige Verbreitung erreichte am Chott el Djerid im nördlichen Tunesien beinahe die Mittelmeerküste und im Wadi Draa in Marokko nahezu den Atlantik. Weitere ausgestorbene Populationen existierten z. B. im Hoggar-Plateau und Tassili in Algerien.
Nachdem das „Sahara-Krokodil“ zeitweise als vermutlich ausgestorben galt, sind in den letzten Jahren einige wenige Populationen im Süden der Sahara wiederentdeckt bzw. bestätigt worden. Demnach gibt es noch Populationen im Ennedi-Massiv im Tschad sowie in einigen Gebirgen des Tagant in Mauretanien. Der Bestand ist in eine Vielzahl von winzigen Einzelvorkommen zersplittert, von denen vermutlich keines 40 Tiere übersteigt.

## Lebensweise
Die Krokodile leben in Oasen mit Standgewässern, dort Tamourts genannt, und in unterirdischen Quellwasserspeichern, sogenannten Gueltas. Ihre Hauptnahrung bilden Fische und Frösche, gelegentlich Vögel und Kleintiere und nur selten zur Tränke geführte Ziegen oder Schafe.